# Harpactocrates radulifer
Harpactocrates radulifer är en spindelart som beskrevs av Simon 1914. Harpactocrates radulifer ingår i släktet Harpactocrates och familjen ringögonspindlar. Inga underarter finns listade i Catalogue of Life.